# 大福くん
大福くんはソニー・ミュージックエンタテインメントのKIDSTONEブランドで企画されたキャラクター群であり、主役の「大福くん」をはじめとする登場キャラクターは全て和菓子をモチーフにしている。未就学児童とその保護者をメインターゲットにしている。『きんだーてれび』内のアニメも制作された。
また、本キャラクター群は、雑誌『幼稚園』にて連載されている。

## キャラクター
大福くん
声 - ?
本作の主人公である、5才児。
国立和風保育園 抹茶組に所属しており江戸時代（昭和8年）から続いている老舗和菓子屋＜好福堂＞の28代目でもある。

## アニメ
『大福くん＠きんてれ』のタイトルで2018年10月5日から同年12月21日まで第1期が、2019年4月5日から同年10月4日まで第2期が『きんだーてれび』内で放送された。

### スタッフ
- 企画・プロデュース - 伊藤弘康[5]
- 楽曲プロデュース - 灰野アイ子[5]
- イラストレーター&アニメーション演出 - Pantovisco[5]
- アニメーション制作 - 野中晶史[5]、インディ・アソシエイツ[5]
- アシスタントプロデューサー - 梅川昴大[5]、坪田和也[5]、坂本佳菜子[5]
- プロデューサー - 石上晴佳[5]
- 制作 - SME[5]
- オープニングテーマ『大福くん』
  - 作詞 - 小田切大、いとうひろやす、作曲 - 小田切大、歌 - AMEMIYAwith大福くんと仲間たち